# Shannon Cochran
Shannon Cochran (* 7. August 1958 in Greensboro, North Carolina, USA) ist eine US-amerikanische Film- und Theaterschauspielerin.
Geboren und aufgewachsen in Greensboro, besuchte Cochran das Musikkonservatorium von Cincinnati (Ohio) und schloss dieses mit summa cum laude ab. Danach begann Cochran in Chicago an verschiedenen Theaterproduktionen zu arbeiten und stand so, unter dem ebenfalls später in Hollywood agierenden Theaterregisseur Steve Martin, in dem Stück Picasso at the Lapin Agile auf der Bühne; weitere Stücke folgten. So erhielt Cochran den Joseph Jefferson-Award für ihre Darstellung der Gladys Bump in Pal Joey, das im bekannten Goodman Theatre uraufgeführt wurde.
Seit 1992 ist Cochran auch in verschiedenen Fernsehserien und Spielfilmen zu sehen.

## Filmografie

### Fernsehserien
- 1992: Seinfeld (eine Folge)
- 1992: Harrys Nest (Empty Nest, eine Folge)
- 1993: L.A. Law – Staranwälte, Tricks, Prozesse (L.A. Law, eine Folge)
- 1993–1994: New York Cops – NYPD Blue (NYPD Blue, vier Folgen)
- 1994: Raumschiff Enterprise: Das nächste Jahrhundert (Star Trek: The Next Generation, eine Folge)
- 1994, 1997: Star Trek: Deep Space Nine (zwei Folgen)
- 1995: Full House (eine Folge)
- 1997: Chicago Hope – Endstation Hoffnung (Chicago Hope, eine Folge)
- 1998: Emergency Room – Die Notaufnahme (ER, eine Folge)
- 2001: Ein Hauch von Himmel (Touched by an Angel, eine Folge)
- 2001: Gilmore Girls (eine Folge)
- 2003: Frasier (eine Folge)
- 2005: Without a Trace – Spurlos verschwunden (Without a Trace, eine Folge)
- 2005: Grey’s Anatomy (eine Folge)

### Spielfilme
- 2002: Ring (The Ring)
- 2002: Star Trek: Nemesis